# Яндыковский сельсовет
Яндыко́вский сельсове́т — сельское поселение в Лиманском районе Астраханской области Российской Федерации.
Административный центр — село Яндыки.

## История
6 августа 2004 года в соответствии с Законом Астраханской области № 43/2004-ОЗ установлены границы муниципального образования, сельсовет наделен статусом сельского поселения.

## Население
| 2010  | 2012  | 2013  | 2014  | 2015  | 2016  | 2017  |
| ----- | ----- | ----- | ----- | ----- | ----- | ----- |
| 3422  | ↘3351 | ↗3371 | ↗3375 | ↘3340 | ↘3309 | ↘3266 |
| 2018  | 2019  | 2020  | 2021  |       |       |       |
| ↘3242 | ↘3189 | ↘3130 | ↗3362 |       |       |       |

## Состав сельского поселения
| № | Населённый пункт              | Тип населённого пункта       | Население |
| - | ----------------------------- | ---------------------------- | --------- |
| 1 | Железнодорожного разъезда № 6 | посёлок                      | ↗251      |
| 2 | Яндыки                        | село, административный центр | ↘3111     |